# 性別史
性別史（Gender history）或譯社會性別史，是指以性別概念來探討歷史，為歷史學和性別研究的子領域，很多方面是脫胎自於女性史 。該學科從很多角度探討思考歷史事件和時代背景對男性和女性造成的不同影響。例如 瓊·凱莉在1977年的文章〈女人有文藝復興嗎？〉（Did Women have a Renaissance?）探討文藝復興這個概念與女人的關係。
 性別史家也對於在不同的時代、地區，人們如何看待性別差異感興趣，這常與性別差異的社會建構相關。

## 影響
雖然尚歷史不長，性別史（及其前身的女性史）對歷史研究造成不少影響 自1960年代開始，相關的一些領域逐漸被學界接受，之後經歷了數個階段，都有各自的挑戰和結果，並對歷史學造成了影響。明顯的影響是產生了關於著名女性的著作，以及許多女性加入歷史學職業，其他較細微的政治方面影響，是到了1970年代，性別史轉向記錄一般女性的地位和期待。到1980年代則隨著女權運動興起，專注於女性的壓迫和歧視。到現今，性別史進一步重視在男性主導領域中的女性主體性和女性成就。 

### 職業之內
根據歷史學家瓊·瓦拉赫·斯科特所述，女性史史家和其他史學家有幾個衝突的點。 在美國歷史學會中，當女性主義者主張女性史家在領域中被不平等對待，且在組織中無法有效發聲時，常被傳統史家所忽略。雖然仍是對專業的強調，但被指控有偏見在其中。 

### 補充史
根據斯科特的看法，女性史作為其他歷史的「補充」造成類似的影響。乍看之下這補充僅是增加之前的大歷史中缺少的資訊，但斯科特指出，它也進一步探討這些資訊當初為何會被遺漏。當發現某個女性被記錄的歷史忽略時，女性史首先描寫她的地位、其次探討因何機制其地位受到忽略，最後了解因這個機制還造成哪些資訊未被察覺。

### 性別理論
之後，性別理論的出現再次挑戰了該學科（也包括女性史學者）的一些概念，  後現代主義批評了本質論的社會建構群體，並指出了許多種歷史研究的弱點。過去，史學家試圖描寫許多種人群的共同經驗，視之有同一的感受。但同為女性，其實有多種的認同或經驗，包括種族、階級素都會造成不同的經驗，因此並不容易對她們提供單一精確的描寫。

## 男性史
男性史在1990年代開始成為一個專業，出現了許多男性團體、男性特質形塑和男性價值觀的研究。Gail Bederman 指出了兩種研究取向：一種是來自於女性史，一種是忽略女性史：
其中一種基於過去二十多年的女性史研究，將男性特質作為更大性別文化架構的一部分來分析。另種方式回去看早期的男性如何理解男人，後者常較忽略之前已有的女性史成果和方法。 

## 宗教中的性別
在全世界，宗教被形塑為神聖、超自然的。但其中也會與性別的認知相關。進一步說，一個文化中的宗教會受到該文化的性別結構影響，例如家庭結構。性別文化和宗教文化構成了基本的社會架構。

## 另參見
- 女性史

## 進階閱讀
- Riley, Denise. “Am I That Name?” Feminism and the Category of “Women” in History. Minneapolis: University of Minnesota Press, 1988.
- Rose, Sonya O. What is Gender History?. Malden, Mass.: Polity Press, 2010.
- Scott, Joan Wallach. Gender and the Politics of History. New York: Columbia University Press, 1988.
- Zemon Davis, Natalie. “ ‘Women’s History’ in Transition: The European Case.” Feminist Studies 3, no. 3–4 (1976):

### 男性史
- Dierks, Konstantin. "Men’s History, Gender History, or Cultural History?" Gender & History 14 (2002): 147–51
- Ditz, Toby L. "The New Men’s History and the Peculiar Absence of Gendered Power: Some Remedies from Early American Gender History," Gender & History 16 (2004): 1-35
- Dorsey, Bruce. "A Man's World: Revisiting Histories of Men and Gender." Reviews in American History 40#3 (2012): 452-458. online （页面存档备份，存于）
- Gorn, Elliott J. The Manly Art–Bare-Knuckle Prize Fighting in America (1986)
- Griswold, Robert L. Fatherhood in America: A history (1993)
- Rotundo, E. Anthony. American manhood: Transformations in masculinity from the Revolution to the modern era (1993). excerpt
- Traister, Bryce. "Academic Viagra: The Rise of American Masculinity Studies," American Quarterly 52 (2000): 274–304 in JSTOR （页面存档备份，存于）

## 外部連結
- Main focus "Frauen- und Geschlechtergeschichte in Westfalen" Archive.today的存檔，存档日期2012-12-09